# Ekonomiåret 1920

## Händelser
- 1 april - Sverige avskaffar guldmyntfoten.

## Bildade företag
- Haribo bildas.[1]